# Profil doliny
Profil doliny – profil terenu określony dla doliny rzecznej. Wytyczany jest w jednym z charakterystycznych miejsc doliny w poprzek lub wzdłuż osi doliny.
Służy do określania podstawowych parametrów doliny, i w zależności od miejsca w którym go wytyczono może pokazywać:
1. Podział na odcinki stworzone w wyniku różnych procesów działalności rzek takich jak:
  - erozja rzeczna
  - akumulacja rzeczna

Ten podział uzyska stosując profil podłużny.
2. Typ doliny, na przykład:
  - V-kształtna
  - U-kształtna
  - Płaskodenna

Ten podział uzyskamy stosując profil poprzeczny.